# Midex Airlines
Midex Airlines fue una aerolínea de carga con base en los Emiratos Árabes Unidos. Contaba con autorización para operar vuelos de carga y pasajeros, aunque desde 2007, la aerolínea concentró sus servicios en los vuelos regulares de carga.

## Destinos
Midex Airlines operaba vuelos de carga a diez ciudades desde su base de operaciones del Aeropuerto Internacional de Al Ain.
- Bangladés
  - Daca – Aeropuerto Internacional Zia
- Francia
  - París – Aeropuerto de París-Orly
- India
  - Chennai – Aeropuerto Internacional de Chennai
  - Mumbai - Aeropuerto Internacional Chhatrapati Shivaji
- Pakistán
  - Karachi - Aeropuerto Internacional Jinnah
- Sri Lanka
  - Colombo - Aeropuerto Internacional Bandaranaike
- Líbano
  - Beirut - Aeropuerto Internacional Rafic Hariri
- Turquía
  - Estambul - Aeropuerto Internacional Atatürk
- Emiratos Árabes Unidos
  - Al Ain - Aeropuerto Internacional de Al Ain Hub
  - Dubái  - Aeropuerto Internacional de Dubái
  - Sharjah - Aeropuerto Internacional de Sharjah

## Flota
La flota de Midex Airlines incluía las siguientes aeronaves (en diciembre de 2010):